# 第101SS重戦車大隊
第101SS重戦車大隊（だい101SSじゅうせんしゃだいたい、Schwere SS-Panzer-Abteilung 101, 略称 s.SS-Pz. Abt. 101）は、武装親衛隊のSS第1装甲師団に配属された重戦車大隊である。主にティーガーI重戦車を装備していた。
ノルマンディー上陸作戦直後のヴィレル・ボカージュの戦いにおいて、第2中隊長ミハエル・ヴィットマンの活躍により連合軍戦車を圧倒した。

## 概要
1943年7月19日の命令により、2個中隊からなる重戦車大隊を有する、第1SS装甲軍団が編成された。大隊の司令部はパーダーボルンのゼンネラーガーに設置された。
大隊は後に、第3中隊も編成され、第1SS装甲連隊の第13中隊から抽出された。1943年8月15日から25日の間に27両のティーガーI戦車が大隊に配備されたといわれる。
1943年7月10日の連合軍のシチリア島上陸にともない、8月、第1SS装甲擲弾兵師団LSSAH（ライプシュタンダーテ・SS・アドルフ・ヒトラー）が東部戦線からイタリアへ送られ、大隊は第1SS装甲軍団のもとでSS重戦車大隊として配属された。大隊は、イタリアの降伏後も、10月までLSSAHと共にイタリアにとどまっていた。
その後、再び東部戦線へ移動し、SS第101重戦車大隊と改称した。東部戦線でもLSSAHと共に戦い、1944年4月4日に、西部への帰還命令が下った。
1943年10月28日、大隊の第1・第2中隊は第1SS装甲連隊の第13大隊へ抽出され、残りの部隊は10両のティーガー戦車と共にゼンネラーガーへ移動し、1944年1月3日に10両のティーガー戦車が補充された。
1944年4月3日から4日の間、大隊はフランスのボーヴェに移転し、4月20日、25両のティーガー戦車が配備され。6月1日時点で、大隊の45両のティーガー戦車のうち、37両が起動準備が整っている状態にあった。
1944年6月6日の連合軍のノルマンディー上陸後、6月12日、大隊の先鋒がノルマンディーの前線に到着し、6月末まで戦った。特にヴィレル・ボカージュの戦いでは大きな戦果を挙げた。7月、ティーガーIIへの再装備のため戦線から引き抜かれたが、8月の撤退戦ですべてのティーガーIを失った。
激しい戦闘の後、第1中隊は残りの3両のティーガー戦車を第3中隊に引き渡し、ティーガーIIを装備するためにゼンネラーガーへ移された。
1944年8月中旬、大隊は第7軍上級司令部（AOK 7）の地域に移動した。
大隊は8月18日にフランスへ戻り、14両のティーガーII戦車が配備された。この車両は、1944年8月23日、第1・第18空軍野戦師団の反撃を支援したときに初めて使用された。8月25日、大隊のティーガーII戦車2両が第103SS重戦車大隊に移管された。
1944年8月末、第2・第3中隊の全てのティーガー戦車が破壊され、第1中隊は9月5日に1両のティーガーII戦車の救出に成功した。大隊の残存部隊はビーレフェルトで再編されるように命じられていた。
1944年9月9日、残存部隊は、練兵場での休息とティーガーII戦車への再装備を命じられた。
10月17日から11月26日までの間に、34両のティーガーII戦車が配備され、第509重戦車大隊から新たに11両が追加された。
西部戦線への移動は12月5日から始まり、大隊は45両のティーガーII戦車と共に、ラインの守り作戦のために第1SS装甲師団（LSSAH）の指揮下に入ることとなる。
1945年2月12日、大隊は春の目覚め作戦のため、ジェールへ到着し、第1SS装甲師団の指揮下に入った。3月15日、大隊は南方軍集団の下に置かれ、大隊の34両ティーガーII戦車の内、8両のみが起動できる状態にあった。
3月30日、師団がオーストリアに撤退したため、ほとんどの戦車を放棄することになり、残されたティーガーII戦車は4月5日に第509重戦車大隊へ移管された。
5月5日、2両のヤークトティーガーが大隊に配備されたが、そのうちの1両は技術的な問題により故障し、もう1両は、都市の道路封鎖用バリケードとして使用された。

## 備考

### 司令官
（1944年、ノルマンディーの戦い当時）
大隊長
- ハインツ・フォン・ヴェステルンハーゲン（英語版）SS少佐

参謀長
- エドゥアルト・カリノフスキSS少尉

通信指揮官
- ヘルムート・デリンガーSS少尉

衛生指揮官
- ヴォルフガング・ラーベSS大尉博士

中隊指揮官
- パウル・フォクトSS中尉

### 隷下部隊
- 第1中隊 － 指揮官：カール・メビウスSS大尉
- 第2中隊 － 指揮官：ミハエル・ヴィットマンSS中尉
- 第3中隊 － 指揮官：ハインリヒ（ハインツ）・クリングSS大尉
- 第4中隊 － 指揮官：ヴォルフガング・ラーベSS大尉博士